# Вакфу
Вакфу (фр. Wakfu) — анимационный сериал, созданный компаниями Ankama Games и France Télévisions. Два сезона были показаны в эфире канала France 3, третий сезон транслировал канал France 4. Сериал основан на ММОРПГ Dofus, выпущенной компанией Ankama Games в 2005 году. Мультсериал выполнен с помощью флэш-анимации и 3D-графики.
В 2013 году вышел спин-офф «Дофус: Сокровища Керуба», представляющий собой короткие (13 минут) рассказы о приключениях экофлипа Керуба в мире Двенадцати.
В 2014 году вышел 3 эпизода на 45-минутных OVA под общим названием «Вакфу — В поисках шести дофусов», действие которых происходит с теми же героями, но спустя 6 лет после окончания событий второго сезона сериала.
В 2015 году вышел анимационный фильм «Дофус – Книга 1: Джулит», продолжительностью 108 минут, где рассказывается о детстве Жориса (одного из героев «Сокровищ Керуба»), посланника короля Бонты. По словам создателей, фильм посмотрели в кинотеатрах всего около 100 тысяч человек (на широких экранах он вышел только во Франции), что Анкама расценила как провал.
Действие сериала происходит в Мире Двенадцати, населённом многочисленными расами, каждая из которых характеризуется своими особенностями, наклонностями, боевыми способностями и богами. Название почти каждой расы, как правило, совпадает с именем бога, который ей покровительствует.
Сериал повествует о приключениях мальчика Юго и его друзей, отправившегося в путь, чтобы узнать о своём прошлом, найти семью и изменить ужасное будущее Мира Двенадцати, которое уготовил для него обезумевший маг времени кселор Нокс.
В небольшую деревню Емелька прибывает дракон Гругалорагран с коляской, в которой спит младенец Юго. Он находит подходящего для отцовства человека — Альберта, который как раз решает бросить приключения и обосноваться в деревне. Гругалорагран оставляет ему сообщение о том, что когда мальчик вырастет и его «сила» проявится, Альберт должен будет поспособствовать его отправке на поиски своей семьи. Через 12 лет у Юго появляется способность к открытию порталов, и он отправляется в путь, заручившись поддержкой старого приятеля Альберта Руэля, отважного рыцаря Перседаля, принцессы Садида Амалии и её телохранителя Евангелины.

## Хронологический порядок вселенной Дофус / Вакфу / Вейвен
Примечание: П.С.M.B. — Первый Сезона Мультсериала «Вакфу».
с 11,000 по 0 год до нашей эры. — Изначальная эра.

### Эпоха «Дофус» («Dofus») (с 0 по 789 год)
0 год. — Начало. Нулевой год нашей эры и эпоха «Дофус».

397 год. 584 год до событий П.С.М.В. — Мультсериал «Дофус: Сокровища Керуба» (2013-2014).

400 год. 581 год до событий П.С.М.В. — Анимационный фильм «Дофус – Книга 1: Джулит» (2015).

634 год. 347 год до событий П.С.М.В. — ММОРПГ «Dofus» (2004).

789 год. 192 год до событий П.С.М.В. — Конец эпохи «Дофус» и начало новой эпохи, «Вакфу».

### Эпоха «Вакфу» («Wakfu») (с 789 по 1000 год)
969 год. 12 лет до событий П.С.М.В. — ММОРПГ «Wakfu» (2012).

981 год. — События первого сезона мультсериала (2008-2010).

982 год. 1 год после событий П.С.М.В. — События второго сезона (2011-2012).

983-984 год. 2-3 год после событий П.С.М.В. — События манги «Вакфу» (2012-2019).

988 год. 7 лет после событий П.С.М.В. — События OVA «Вакфу — В поисках шести дофусов» (2014).

990 год. 9 лет после событий П.С.М.В. — События третьего и четвёртого, финального сезона (2017-2024).

990 год. 9 лет после событий П.С.М.В. — События манги «Вакфу: Великая Волна» (2024).

1000 год. 19 лет после событий П.С.М.В. — Конец эпохи «Вакфу» и начало новая эпохи, «Вейвен».

### Эпоха «Вейвен» («Waven») (с 1000 по ХХХХ год)
1009 год. 28 лет после событий П.С.М.В. — Мультсериал «Bestiale».

1010 год. 29 лет после событий П.С.М.В. — ММОРПГ «Waven (игра)» (2023).

1023 год. 42 год после событий П.С.М.В. — Мини-мультсериал «Ланс Дур» (2023).

## Сезоны
Первый сезон, состоящий из 26 эпизодов, вышел в эфир телеканала France 3 30 октября 2008 года.
Второй сезон, также состоявший из 26 серий, начавшись 26 января 2011, завершился 3 марта 2012 года на канале France 3. Все эпизоды были произведены во Франции, за исключением 22 эпизода 1 сезона и специального эпизода «Ноксимилиан», созданных в Японии. Сериал был поставлен преимущественно Энтони Ру, являющимся основателем компании Ankama Games, который фигурирует в титрах под псевдонимом ТОТ и Оливье Туллезом. Первые две серии были показаны в конце октября 2008 во время Лондонского фестиваля MCM Expo.
Третий сезон впервые начал транслироваться 2 сентября 2017 года на телеканале France 4 и состоит всего из 13 эпизодов.
Студия планировали выпустить четвёртый сезон, собрав нужную сумму денег на Kick starter  для создания тринадцати примерно серий и двух спешелов но, студия по неизвестным причинам отменила четвёртый сезон Вакфу.
Четвёртый сезон выйдет позже. На площадке Kickstarter была собрана необходимая сумма денег, для выпуска продолжения мультсериала. По словам Энтони Ру, студия начала рисовать дополнительный спин-офф «Оропо» и четвёртый сезон. Так же он пояснил, что Ankama хочет выпустить продолжение до 2024 года, но это только ориентировочное время, сезон может выйти как и раньше, так и позже. 16 марта 2021 года модели объявили о выходе нового 4 сезона. 9 февраля 2024 года вышел четвёртый сезона на 13 эпизода.

## Эпизоды

### Обзор
| Сезон | Сезон              | Количество эпизодов | Премьерный показ     | Премьерный показ      |
| Сезон | Сезон              | Количество эпизодов | Начало               | Конец                 |
| ----- | ------------------ | ------------------- | -------------------- | --------------------- |
|       | 1                  | 26                  | 30 октября 2008 года | 5 июня 2010 года      |
|       | 2                  | 26                  | 26 февраля 2011 года | 3 марта 2012 года     |
|       | OVA                | 3                   | 15 ноября 2014 года  | 29 ноября 2014 года   |
|       | 3                  | 13                  | 2 сентября 2017 года | 17 сентября 2017 года |
|       | 4                  | 13                  | 9 февраля 2024 года  | 15 марта 2024 года    |
|       | Специальный эпизод | 4                   | 7 июля 2007 года     | 17 ноября 2023 года   |

### Первый сезон (2008-2010)
| № в сериале | № в сезоне | Русское название              | Оригинальное название          | Сценарист                            | Дата премьеры        |
| --- | ---------- | ----------------------------- | ------------------------------ | ------------------------------------ | -------------------- |
| 1 | 1          | Дитя тумана                   | (фр. L'enfant des Brumes)      | ТОТ, Оливье Ванилл                   | 30 октября 2008 года |
| Двенадцать лет назад новорожденный Юго был подброшен драконом Гругалораграном Альберту, охотнику за головами, решившему бросить жизнь наёмника. Спустя 12 лет у Юго появляются способности к открытию порталов, используя которые, он освобождает иопа Персидаля от одержимости демоном Шушу и спасает таверну своего отца от полного разрушения. Спустя некоторое время на деревню нападают полтеры, а на Юго обращает внимание маг времени Нокс, который давно ищет Гругалораграна. |            |                               |                                |                                      |                      |
| |            |                               |                                |                                      |                      |
| 2 | 2          | Юго элиатроп                  | (фр. Yugo L'Eliatrope)         | ТОТ, Оливье Ванилл                   | 31 октября 2008 года |
| Пытаясь спасти деревню от нашествия полтеров, приёмный отец Юго Альберт обращается в куст. Чтобы спасти отца, Юго, спасенный им рыцарь Персидаль и старый друг Альберта Руэль отправляются в запретный лес, где встречают принцессу Амалию и Евангелину. Амалия исцеляет Старого Дуба, хозяина запретного леса, иссушенного машинами Нокса, после чего полтеры снимают проклятие с жителей деревни и отца Юго. Альберт ранит Нокса, прибывшего чтобы выпытать расположение Гругалораграна у Юго, и оказывается под воздействием чар старения. Юго узнает, что его семью нужно искать на острове Ома, и отправляется в путь вместе со своими новыми друзьями. |            |                               |                                |                                      |                      |
| |            |                               |                                |                                      |                      |
| 3 | 3          | Чёрный ворон                  | (фр. Le Corbeau Noir)          | ТОТ, Николас Дево, Ромэн ван Лием    | 19 ноября 2008 года  |
| Пройдя через врата Заап, герои оказываются на рынке Кельба, на котором планируют купить карту для их дальнейшего путешествия. Внезапно на рынок совершает нападение крылатый всадник в костюме ворона, который представляется как «Черный Ворон». Выспросив у местных торговцев, герои узнают, что интересующая их карта продается у торговца Каброка. Тот соглашается отдать карту, если герои победят Чёрного Ворона. Герои выполняют задание и получают карту. |            |                               |                                |                                      |                      |
| |            |                               |                                |                                      |                      |
| 4 | 4          | Мисс уродина                  | (фр. Miss Moche)               | Жульен Магнат                        | 17 декабря 2008 года |
| Через некоторое время герои набрели на башню, населённую четырьмя принцессами, проклятыми богом Озамодасом, которые пленят Персидаля. Причиной тому служит то, что только искренний поцелуй может снова вернуть им нормальный вид. Чтобы спасти Персидаля, остальные герои сами переодеваются в проклятых принцесс, поскольку входные ворота пропускают лишь их. После определённых событий принцессы решают отпустить Персидаля на свободу, что побуждает Сэдлигроува послать им воздушный поцелуй, который снимает с принцесс их проклятье. |            |                               |                                |                                      |                      |
| |            |                               |                                |                                      |                      |
| 5 | 5          | Великолепная пятёрка          | (фр. Les 5 Magnifiques)        | ТОТ, RUN, Доминик Латил              | 28 января 2009 года  |
| Юго и его друзьям попадается деревня, населённая маленькими и беззащитными существами — экляксерами. На их деревню постоянно совершают набеги минотавры, ворующие у экляксеров продовольствие. Побив первую волну минотавров, Евангелин предлагает наставить ловушек, а Персидаль хочет обучить экляксеров боевым приёмам для отражения последующих атак. В селение снова приходит банда минотавров во главе с их отцом, которого побеждает Юго. Минотавры обещают сменить деревню для своих набегов, а экляксеры награждают героев кучей разнообразной еды. |            |                               |                                |                                      |                      |
| |            |                               |                                |                                      |                      |
| 6 | 6          | Вампиро                       | (фр. Vampyro)                  | RUN, ТОТ                             | 15 февраля 2009 года |
| Волшебная карта указывает, что путь к острову Ома пролегает через селение Катропат, представляющего собой довольно мрачное место. Устав с дороги, герои решают остановиться в гостинице, где ночью происходит похищение Евангелин неким Вампиро, который является лордом этой земли. Прибыв в его замок, чтобы освободить Еву, герои обнаруживают, что Вампиро — это страж Шушу по имени Вагнар, одержимый женщиной-демоном Амбаж, собирающейся переселиться в тело Евангелин. Воспользовавшись аллергией Вампиро на тофу, герои сбивают кольцо с его руки, тем самым освобождая от одержимости его и все население города. |            |                               |                                |                                      |                      |
| |            |                               |                                |                                      |                      |
| 7 | 7          | Отравленная                   | (фр. Vénéneuse)                | Жульен Магнат, Томас Аструк          | 21 февраля 2009 года |
| В ходе череды событий Амалия оказывается отравленной ядом Демон-розы, единственным противоядием к которому является светящийся сок одного из деревьев в Зловредном лесу — Северона. На поиски противоядия отправляются Руэль и Юго, которым встречается сумасшедшая садида Сибонак, обещающая указать дорогу, если герои будут её всячески ублажать. Тем временем кукла Амалии сходит с ума и вынуждает оставшихся охранять её покой героев вести неустанный бой с обезумевшим големом, который хочет их всех убить. К счастью, Юго и Руэль вовремя понимают, что дом Сибонак и есть дерево Северон; они наполняют фляги светящимся соком и, вернувшись, успевают спасти Амалию от смерти. |            |                               |                                |                                      |                      |
| |            |                               |                                |                                      |                      |
| 8 | 8          | Пекарь Ксав                   | (фр. Xav' le Boulanger)        | ТОТ, Оливье Ванилл, Анна-Шарлотта Ру | 28 февраля 2009 года |
| Заплутав в очередной раз, герои оказываются в небольшой деревне пекарей. Каждые пять лет здесь происходит знаменательное событие — Конкурс на лучший хлеб, победитель которого получает эксклюзивное право поставлять свои продукты ко двору короля Бонта. Посовещавшись, герои решают помогать одному из конкурсантов — Ксаву, которого не так давно спасли от хлебного голема, разрушившего амбар Ксава. Помимо всего прочего Ксав является сыном главного фаворита конкурса — Ратафуя. В ходе конкурса герои одерживают победу и останавливаются на ночлег в доме пекаря. |            |                               |                                |                                      |                      |
| |            |                               |                                |                                      |                      |
| 9 | 9          | Сумка Руэля                   | (фр. Le sac de Ruel)           | ТОТ, Анна-Шарлотта Ру                | 7 марта 2009 года    |
| Оставшись ночевать у Ксава, герои узнают, что в карте, которая вела их все это время, заточен демон Шушу. В дверь стучит герольд по прозвищу Гонард Великий, который рассказывает о пропаже кам у многих богачей. Услышав это Руэль исчезает, а остальные герои обнаруживают, что он был съеден собственной сумкой. Уцепившись ему за ноги все герои и герольд оказываются внутри сумки, которая значительно больше внутри, чем снаружи. Руэль выпивает зелье возврата и исчезает. Герои следуют за ним и в конечном счёте оказываются у него дома, в огромной сокровищнице. Герольд преображается и оказывается злым Джином-поглотителем. Используя хитрость, Руэлю удается победить джина и заточить его в керосиновую лампу. |            |                               |                                |                                      |                      |
| |            |                               |                                |                                      |                      |
| 10 | 10         | Адский буффбол (часть первая) | (фр. L'enfer du Boufbowl - 1)  | ТОТ, Оливье Ванилл                   | 14 марта 2009 года   |
| Для того чтобы добраться к острову Ома, героям необходимо нанять корабль в порту Бонта. Однако никто не хочет сдавать корабль в аренду, из-за опасностей подобного приключения. Герои решают купить корабль, а для того чтобы заработать денег на его покупку отправляются участвовать в турнире по буффболу, в составе команды, капитаном которой некогда являлся Руэль. Противостоять им будет довольно известная и сильная команда из Бонта, капитаном которой является сакриер Крисс ля Красс, ненавидящий проигрывать… |            |                               |                                |                                      |                      |
| |            |                               |                                |                                      |                      |
| 11 | 11         | Адский буффбол (часть вторая) | (фр. L'enfer du Boufbowl - 2)  | ТОТ, Оливье Ванилл                   | 21 марта 2009 года   |
| Игра в буффбол начинается. Поскольку тренировки наших героев длились всего несколько дней и они не знают и половины всех правил, игра складывается не в их пользу. Команда соперников во главе с Криссом ля Крассом даже не играет в полную силу и порой поддается, несмотря на это команда Руэля всё равно проигрывает. Разрыв увеличивает нелепая выходка Персидаля, забивающего гол в свои собственные ворота, что также негативно сказывается на боевом духе команды. Таким образом, команда Руэля проигрывает первый тайм с разгромным счётом и готовится ко второму… |            |                               |                                |                                      |                      |
| |            |                               |                                |                                      |                      |
| 12 | 12         | Адский буффбол (часть третья) | (фр. L'enfer du Boufbowl - 3)  | Оливье Ванилл                        | 28 марта 2009 года   |
| Второй и третий тайм оборачиваются победой главных героев в матче. Причиной тому служит беспечность Крисса ля Красса и различное жульничество со стороны команды Руэля, которое является неотъемлемой частью игры в буффбол. После победы в матче, герои становятся известными на весь Бонта игроками в буффбол, в честь них выпускают майки, кружки, статуэтки и прочую сувенирную продукцию. Юго пишет письмо своему отцу Альберту, рассказывая о своих приключениях. Крисс ля Красс возвращается к себе на Родину, в Бракмар. Руэль покупает Корабль, заплатив за него мешок гвоздей и одну каму. Герои отправляются в плавание к острову Ома, а одна из машин Нокса следует за ними. |            |                               |                                |                                      |                      |
| |            |                               |                                |                                      |                      |
| 13 | 13         | Лазурная тишина               | (фр. Calme bleu)               | ТОТ                                  | 18 апреля 2009 года  |
| Используя свои машины и силу элиакуба, Нокс телепортируется в Запретный лес и высасывает всю вакфу из Старого Дуба, затем приходит в дом к Альберту и исцеляет его. Тем временем, Юго, Руэль, Амалия, Евангелина и Персидаль, плывя на корабле, обнаруживают, что на борту есть ещё один пассажир, чьими стараниями начинают исчезать люди. Этим пассажиром оказывается паук съевший карту с демоном Шушу паук. Будучи одержимый демоном, он отлавливает всех пассажиров и хочет их убить. Однако ситуацию спасает Юго, предложивший стать стражем Карты и впредь оберегать её от подобных инцидентов. Уладив все разногласия, герои продолжают свой путь. |            |                               |                                |                                      |                      |
| |            |                               |                                |                                      |                      |
| 14 | 14         | Остров Луны                   | (фр. L'île de Moon)            | ТОТ, Оливье Ванилл                   | 20 июня 2009 года    |
| Спугнув Альбатроциуса, Персидаль навлекает на корабль бурю, которая выбрасывает судно на мель около острова Луны. Амалию, Юго и Евангелин ловят местные обитатели — каннибалы-садида, которые привязывают их к столбам и призывают местное божество — обезьянку Луну. Луна черпает силу из волшебного молота, который носит за собой повсюду. Она хватает Амалию и утаскивает вглубь острова, где знакомит с бывшим шаманом, который рассказывает историю острова и говорит, что нынешний шаман Иво задумал недоброе. Спустя некоторое время Амалия, Луна, Персидаль и Руэль врываются в деревню и освобождают Юго и Евангелин. Воспользовавшись неразберихой, Иво ворует молот Луны, но, благодаря всеобщим усилиям, его удается победить. После этого Луна помогает снять корабль героев с мели, и они продолжают своё путешествие. |            |                               |                                |                                      |                      |
| |            |                               |                                |                                      |                      |
| 15 | 15         | Адамай                        | (фр. Adamaï)                   | Ромэн ван Лием, ТОТ, Оливье Ванилл   | 20 июня 2009 года    |
| На подступах к острову Ома корабль топит Гругалорагран, обернувшийся огромным осьминогом. Все герои, кроме Юго оказываются на одной части острова, Юго же оказывается на противоположной, где встречает маленького человечка, представившегося Адамаем и обещающего отвести Юго к его семье, если он сможет его догнать. Тем времен на других героев нападают щупальца осьминога, произрастающие из глубины острова; победив их, они отправляются в пещеру, из которой те выросли. В то же время Юго ловит Адамая и выясняет, что тот является его братом-драконом. Адамай рассказывает историю удивительного родства драконом и Элиотропов. В свою очередь, в пещере, где оказались друзья Юго, появляется Гругалорагран, обративший внимание на непрошеных гостей… |            |                               |                                |                                      |                      |
| |            |                               |                                |                                      |                      |
| 16 | 16         | Элиакуб                       | (фр. L'Eliacube)               | ТОТ, Оливье Ванилл                   | 28 ноября 2009 года  |
| Машина Нокса, все это время преследовавшая Юго и его друзей, находит остров и начинает издавать сигнал, призывающий огромное количество ноксин, которые сканируют остров и снимают с него пелену невидимости. Тем временем в пещере острова Ома герои пытаются убежать от Гругалораграна, который счел их злыми из-за ауры Рубилакса. Однако после он признает в друзьях Юго добрых и честных героев. Юго и Адамай обнаруживают развертывающуюся базу Нокса и спешат сообщить о ней Гругалораграну. Встретившись в пещере, Гругалорагран рассказывает о силе и истории Элиакуба и спешит вместе с Юго и его друзьями на пляж, чтобы остановить вылазку Нокса из портала телепортации. Увидев, что опоздал, Гругалорагран телепортирует героев далеко на север, а сам готовится к тяжелой битве. |            |                               |                                |                                      |                      |
| |            |                               |                                |                                      |                      |
| 17 | 17         | Гругалорагран Извечный        | (фр. Grougaloragran l'éternel) | ТОТ, Оливье Ванилл                   | 5 декабря 2009 года  |
| Чтобы не замерзнуть на холоде, Юго и его друзья залезли в сумку Руэля, Персидаль решает отправиться за мехами для Евангелины и Амалии, добывает их, встречает маленького форрора и проваливается в ледяное озеро. Тем временем Гругалорагран ведёт ожесточённую битву с Ноксом и ранит его, чтобы одержать верх нокс призывает трёх своих сильнейших кукол — Марамо, Фриско и Тартюфо, Гругалорагран справляется с Ноксом, создав большой взрывной купол, но сам дракон погибает, а потом перерождается в дофус! Перед смертью Гругалорагран отправляет Юго и Адамаю сообщение о том, что необходимо разыскать его дофус и защитить древо жизни садида. Нокс посылает своего питомца Игола за Адамаем. |            |                               |                                |                                      |                      |
| |            |                               |                                |                                      |                      |
| 18 | 18         | Братство тофу                 | (фр. La Confrérie du Tofu)     | Оливье Ванилл, Томас Аструк          | 12 декабря 2009 года |
| Юго, Персидаль, Руэль, Амалия, Евангелина и Адамай создают Братство Тофу, и каждому из них Адамай выдает волшебное пёрышко, которое предупредит, если Нокс ступит на землю садида. Далее пути героев разделяются: Юго и Адамай отправляются на поиски дофуса Гругалораграна, а остальные в королевство садида, чтобы подготовиться к приходу Нокса. По пути Юго решает проверить свои силы и с помощью порталов допрыгать до космоса, но падает, израсходовав значительную часть своего вакфу. Тем временем для путешествия в королевство садида герои нанимают корабль, на который нападают пираты, однако благодаря Гроуви и Евангелине атака была успешна отражена. Герои следуют к вратам Заап, пройдя через которые, попадают в плен к армии садида. |            |                               |                                |                                      |                      |
| |            |                               |                                |                                      |                      |
| 19 | 19         | Королевство садида            | (фр. Le Royaume Sadida)        | ТОТ, Анна-Шарлотта Ру                | 19 декабря 2009 года |
| Узнав, что Амалия — принцесса садида, героев провожают в тронный зал, предварительно предупредив о том, что король садида ушёл к древу жизни, а его обязанности в данный момент исполняет брат Амалии, принц Армант. После официального приёма герои рассказывают принцу об угрозе Нокса, но тот не желает слушать, обвиняя Амалию в больном воображении и рассказывая, что её отец ушёл, дабы исцелить древо жизни, которое заболело. После этого героев отправляют в столовую, где несколько стражников садида провоцируют Персидаля на драку. Победив в честном бою стражников садида, Сэдлигроув принимает вызов принца и в ходе боя упоминает о его невыносимой вони изо рта. Это событие приводит принца в ярость, и Персидаль, понимая, что проиграет, позволяет Рубилаксу подчинить себя. В этом состоянии он теряет контроль над ситуацией и ломает лук Евангелин. Осознав, что он натворил, Персидаль убегает прочь. |            |                               |                                |                                      |                      |
| |            |                               |                                |                                      |                      |
| 20 | 20         | Древо жизни                   | (фр. L'Arbre de vie)           | Оливье Ванилл, Анна-Шарлотта Ру      | 9 января 2010 года   |
| После случившегося Руэля запирают в тюрьме, Сэдлигроува объявляют в розыск, а Амалию и Евангелин сажают под домашний арест. Посланник короля Бонта помогает Амалии и Евангелин выбраться из покоев, чтобы они могли сообщить королю садида о готовящимся нападении Нокса, а Руэль рассказывает о печальной истории своего бывшего питомца. Прибыв к древу жизни, Амалия и Евангелин погружаются в сон, в котором сбываются их желания и мечты. Евангелин, осознав, что спит, просыпается и дает понять Древу Жизни, что не даст его в обиду. Тем временем Руэль, воспользовавшись ключом, который принёс форрор, возвращается к себе домой с помощью сумки-убежища и зелья возвращения, прихватив при этом форрора, которого назвает «Малышок». |            |                               |                                |                                      |                      |
| |            |                               |                                |                                      |                      |
| 21 | 21         | Игол                          | (фр. Igôle)                    | Оливье Ванилл, Томас Аструк          | 16 января 2010 года  |
| Юго и Адамай прибывают на остров, где хранится дофус Гругалораграна; Адамай хочет научить Юго чувствовать вакфу, что позволит раскрыть его способности. Ради этого Адамай этого накладывает на брата заклинание слепоты, которое спадёт лишь вечером, и заставляет Юго пересечь пустыню в поисках дофуса. Тем временем Игол — питомец Нокса — находит Адамая и блокирует его магию, заперев дракона в форме тофу, которую Адамай принял в ходе боя с ним. Понимая, что они не смогут справиться с Иголом, герои решают использовать способность Юго к созданию порталов и перемещаться, используя тень, в которой испепеляющее солнце не сможет навредить им. Это даёт Юго и Адамаю некоторое время, и они успевают перескочить глубокое ущелье, в которое падает Игол. |            |                               |                                |                                      |                      |
| |            |                               |                                |                                      |                      |
| 22 | 22         | Рубилакс                      | (фр. Rubilax)                  | ТОТ                                  | 23 января 2010 года  |
| Персидалю снится сон, в котором он танцует вместе с Евангелин, этот сон превращается в кошмар, иоп просыпается и кричит, обвиняя во всем Рубилакса. В порыве отчаяния Сэдлигроув зарывает меч, срывает с себя свою тунику и уходит вглубь пустыни. Через некоторое время он видит гробницу, где похоронен его учитель, Голтард. Войдя внутрь, Сэдлигроув изливает свою душу перед могилой учителя, рассказывая о своих злоключениях. К его удивлению, могила открывается, и из неё выходит Голтард, также слегка удивленный случившимся. Он предлагает Персидалю сразиться с Рубилаксом в его истинной форме, тот соглашается, и Голтард, произнеся заклинание, призывает истинную форму Рубилакса. Используя свои боевые способности и голову, Сэдлигроув одерживает победу над ним, при этом обжигая часть лица и волос. Рубилакс признает его «крепким орешком», и спустя некоторое время Персидаль возвращается к тому месту, где бросил свою изорванную тунику. Сделав из неё стильный плащ, Персидаль собирается вернуться в королевство садида, чтобы выполнить свой долг члена братства тофу и «надрать задницы большим плохишам». |            |                               |                                |                                      |                      |
| |            |                               |                                |                                      |                      |
| 23 | 23         | В поисках дофуса              | (фр. La quête du Dofus)        | Оливье Ванилл                        | 20 марта 2010 года   |
| Игола находят девочка и мальчик озамодас, а тем временем Юго и Адамай находят долину, где располагается вход в пещеру с дофусом. Ожидая хранителя дофуса, Юго случайно обучается созданию лазерных лучей, используя порталы. Через некоторое время к ним приходит Хранитель дофуса и, выслушав их историю, соглашается отвести Юго к хранилищу. Адамая, всё ещё будучи в форме тофу, поручили двум детям хранителя, которые ранее нашли Игола. Юго пробирается в хранилище дофуса и уничтожает големов, оставленных в качестве охранников, тем самым получая заветное яйцо. Игол встречается с Адамаем и пытается проглотить его для дальнейшей транспортировки к Ноксу. Однако девочка-озамодас делает ему выговор, что заставляет Игола выплюнуть Адамая и вернуть ему волшебные силы. Положив дофус Гругалораграна в сумку, герои отправляются в путь, в королевство Садида. |            |                               |                                |                                      |                      |
| |            |                               |                                |                                      |                      |
| 24 | 24         | Воссоединение                 | (фр. Retrouvailles)            | Оливье Ванилл                        | 24 мая 2010 года     |
| Нокс вспоминает своих детей, проигрывая с помощью механизмов сказку, которую он часто им рассказывал. Юго и Адамай, подлетая к королевству Садида, подвергаются обстрелу лучников кра, защищающих границы. Юго пытается объяснить, что он не враг, а друг, но его арестовывают. Придя в тронный зал, Юго узнает от короля о произошедшем за время его отсутствия. Вечером на пляже совершает вылазку кукла-садида Нокса Сарнадаф, которая захватывает контроль над стражниками, охранявшими пляж. Утром армии Нокса начинают наступление, как и ожидали садида. Несмотря на большое количество солдат, войска Нокса не могут совладать с армией садида. Тем временем Евангелин в лесу на другой стороне королевства находит Сарнадаф, пытающуюся призвать главную базу Нокса с помощью порабощенных садида. Заметив её, кукла пускается в погоню и нагоняет Евангелин на вершине башни посередине луга. Внезапно появляется Персидаль, который спасает Евангелин и хочет прикончить Сарнадаф, но Юго, оказавшийся неподалёку, опережает его, стреляя в куклу своим портальным лучем; на место боя также прибывает Амалия, и Сарнадаф решает отступить. Она активирует устройство для телепортации Нокса, и его база начинает вылезать из портала. |            |                               |                                |                                      |                      |
| |            |                               |                                |                                      |                      |
| 25 | 25         | Я становлюсь легендой         | (фр. J'entre dans la légende)  | ТОТ                                  | 5 июня 2010 года     |
| Руэль, используя свою землеройную машину «Мегадрель» отправляется обратно в королевство Садида. Тем временем, Юго, Адамай, Евангелина и Амалия, увидев, что база Нокса полностью переместилась в королевство Садида, впадают в отчаяние, однако, Персидаль убеждает их не падать духом. В это время энергия Вакфу возвращается в дофус Гругалораграна, и друзья решают действовать. Армия Садида пытается остановить машину Нокса, вырастив огромные деревья, Нокс в свою очередь выпускает своих кукол и сильнейшую боевую машину — Часореза. Пока члены братства Тофу бьются с куклами, Часорез уничтожает деревья, преграждающие путь машине. В бою с Часорезом погибает Персидаль, заслонив собой Еву и Амалию от энергетической вспышки. В это время из-под земли вырывается мегадрель Руэля и отсекает правую руку Часореза. Появившийся вслед за этим Жорис (посол королевства Бонта) довершает дело. Машина Нокса достигает Древа Жизни и начинает поглощать его Вакфу. |            |                               |                                |                                      |                      |
| |            |                               |                                |                                      |                      |
| 26 | 26         | Гора Зинит                    | (фр. Le Mont Zinit)            | ТОТ                                  | 5 июня 2010 года     |
| Нокс снова погружается в воспоминания о своей семье. Его машина продолжает выкачивать Вакфу из Древа Жизни, в результате чего Садида один за другим лишаются жизни, превращаясь в деревья. Юго и Адамай достигают зала с Элиакубом и вступают в схватку с Ноксом. Пока Адамай отвлекает Нокса, Юго пытается понять, как использовать Элиакуб. В результате его действий машина Нокса телепортируется на гору Зинит. Расправившись с Адамаем, Нокс начинает бой с Юго, получившим заряд энергии Элиакуба. Разорвав временные чары Нокса, Юго побеждает, но перед последним ударом колеблется, завидев вдалеке на одной из скалистых вершин силуэт Огреста. Нокс пользуется этой задержкой и поглощает вакфу Юго. Решив, что в Элиакубе накоплено достаточно энергии, Нокс приводит в действие свой замысел и использует машину, чтобы повернуть время вспять. Однако накопленной за двести лет энергии оказывается достаточно для путешествия назад во времени лишь на двадцать минут. Время восстанавливает своё течение в момент после гибели Персидаля. Лишённые запасов Вакфу, машины Нокса разваливаются. Осознав крушение своих надежд встретиться с семьёй, Нокс падает на колени и плачет. Прибывшая на место армия Садида хочет казнить Нокса, но Юго останавливает их, говоря, что всё и так уже кончено. Нокс телепортируется восвояси со словами «Прощай, элиатроп Юго». Спустя время после окончания войны на месте гибели Персидаля устанавливают памятник. Юго размышляет над тем, готов ли он использовать Элиакуб, чтобы узнать, что случилось с его народом. Нокс, лишённый силы элиакуба, рассыпается в прах у могил своей семьи. |            |                               |                                |                                      |                      |

### Второй сезон (2011-2012)
| № в сериале | № в сезоне | Русское название      | Оригинальное название           | Сценарист                                       | Дата премьеры        |
| ----------- | ---------- | --------------------- | ------------------------------- | ----------------------------------------------- | -------------------- |
| 27          | 1          | Монстры и призраки    | (фр. Monstres et chimères)      | ТОТ, Оливье Ванил                               | 26 февраля 2011 года |
|             |            |                       |                                 |                                                 |                      |
|             |            |                       |                                 |                                                 |                      |
| 28          | 2          | Рубилаксия            | (фр. Rubilaxia)                 | ТОТ, Эрик Херенгуэль                            | 5 марта 2011 года    |
|             |            |                       |                                 |                                                 |                      |
|             |            |                       |                                 |                                                 |                      |
| 29          | 3          | Ремингтон Смисс       | (фр. Remington Smisse)          | ТОТ, Эрик Херенгуэль                            | 12 марта 2011 года   |
|             |            |                       |                                 |                                                 |                      |
|             |            |                       |                                 |                                                 |                      |
| 30          | 4          | Возвращение Гроуви    | (фр. Le retour de Pinpin)       | ТОТ, Эрик Херенгуэль                            | 19 марта 2011 года   |
|             |            |                       |                                 |                                                 |                      |
|             |            |                       |                                 |                                                 |                      |
| 31          | 5          | Драко-Свин            | (фр. Le Dragon-Cochon)          | ТОТ                                             | 26 марта 2011 года   |
|             |            |                       |                                 |                                                 |                      |
|             |            |                       |                                 |                                                 |                      |
| 32          | 6          | Килби                 | (фр. Qilby)                     | ТОТ, Оливье Ванилл                              | 2 апреля 2011 года   |
|             |            |                       |                                 |                                                 |                      |
|             |            |                       |                                 |                                                 |                      |
| 33          | 7          | Засада                | (фр. Guet-apens)                | ТОТ, Дэйви Мориер, MR Poulpe                    | 9 апреля 2011 года   |
|             |            |                       |                                 |                                                 |                      |
|             |            |                       |                                 |                                                 |                      |
| 34          | 8          | Рыцарь Справедливость | (фр. Chevalier justice)         | ТОТ, Дэйви Мориер, MR Poulpe                    | 16 апреля 2011 года  |
|             |            |                       |                                 |                                                 |                      |
|             |            |                       |                                 |                                                 |                      |
| 35          | 9          | Мир Рушу              | (фр. Le monde de Rushu)         | ТОТ, Оливье Ванилл                              | 30 апреля 2011 года  |
|             |            |                       |                                 |                                                 |                      |
|             |            |                       |                                 |                                                 |                      |
| 36          | 10         | Крисс Красс           | (фр. Kriss la Krass)            | Оливье Тулез, Оливье Ванилл                     | 4 июня 2011 года     |
|             |            |                       |                                 |                                                 |                      |
|             |            |                       |                                 |                                                 |                      |
| 37          | 11         | Буфболист в маске     | (фр. Le Boufbowler masqué)      | Оливье Тулез, Оливье Ванилл                     | 11 июня 2011 года    |
|             |            |                       |                                 |                                                 |                      |
|             |            |                       |                                 |                                                 |                      |
| 38          | 12         | Эмпорпг               | (фр. Mmmmmmmmmporpg)            | Оливье Тулез, Оливье Ванилл                     | 18 июня 2011 года    |
|             |            |                       |                                 |                                                 |                      |
|             |            |                       |                                 |                                                 |                      |
| 39          | 13         | Ночь неутолимых       | (фр. La Nuit des Soiffards)     | Томас Аструк, Оливье Ванилл                     | 29 октября 2011 года |
|             |            |                       |                                 |                                                 |                      |
|             |            |                       |                                 |                                                 |                      |
| 40          | 14         | Похититель голоса     | (фр. Le Voleur de Voix)         | Бенджамин Паскаль                               | 5 ноября 2011 года   |
|             |            |                       |                                 |                                                 |                      |
|             |            |                       |                                 |                                                 |                      |
| 41          | 15         | Остров кволиков       | (фр. L'île des Wabbits)         | Лоуренс Брамарди, Анна-Шарлотта Ру              | 12 ноября 2011 года  |
|             |            |                       |                                 |                                                 |                      |
|             |            |                       |                                 |                                                 |                      |
| 42          | 16         | Проклятый источник    | (фр. La Fontaine Maudite)       | Лоуренс Брамарди, Оливье Ванилл, Карэн Гиллорел | 19 ноября 2011 года  |
|             |            |                       |                                 |                                                 |                      |
|             |            |                       |                                 |                                                 |                      |
| 43          | 17         | Совет двенадцати      | (фр. Le Conseil des Douze)      | Анна-Шарлотта Ру, Оливье Ванилл                 | 26 ноября 2011 года  |
|             |            |                       |                                 |                                                 |                      |
|             |            |                       |                                 |                                                 |                      |
| 44          | 18         | Клеофина              | (фр. Cléophée)                  | Анна-Шарлотта Ру, Оливье Ванилл                 | 3 декабря 2011 года  |
|             |            |                       |                                 |                                                 |                      |
|             |            |                       |                                 |                                                 |                      |
| 45          | 19         | За пригоршню кам      | (фр. Pour une Poignée de Kamas) | Оливье Ванилл                                   | 10 декабря 2011 года |
|             |            |                       |                                 |                                                 |                      |
|             |            |                       |                                 |                                                 |                      |
| 46          | 20         | Зинит                 | (фр. Le Zinit)                  | ТОТ                                             | 14 января 2012 года  |
|             |            |                       |                                 |                                                 |                      |
|             |            |                       |                                 |                                                 |                      |
| 47          | 21         | Остров Беллафон       | (фр. L'île des Bellaphones)     | Дидье Криспилс, Анна-Шарлотта Ру                | 21 января 2012 года  |
|             |            |                       |                                 |                                                 |                      |
|             |            |                       |                                 |                                                 |                      |
| 48          | 22         | Молчание колец        | (фр. Le Silence des Anneaux)    | Северин Баклет                                  | 28 января 2012 года  |
|             |            |                       |                                 |                                                 |                      |
|             |            |                       |                                 |                                                 |                      |
| 49          | 23         | Багровый коготь       | (фр. Les Griffes Pourpres)      | ТОТ                                             | 11 февраля 2012 года |
|             |            |                       |                                 |                                                 |                      |
|             |            |                       |                                 |                                                 |                      |
| 50          | 24         | Фаэрис Могучий        | (фр. Phaéris le Puissant)       | ТОТ                                             | 18 февраля 2012 года |
|             |            |                       |                                 |                                                 |                      |
|             |            |                       |                                 |                                                 |                      |
| 51          | 25         | Измерение Пустоты     | (фр. La Dimension Blanche)      | ТОТ                                             | 25 февраля 2012 года |
|             |            |                       |                                 |                                                 |                      |
|             |            |                       |                                 |                                                 |                      |
| 52          | 26         | Элиатропы             | (фр. Le Peuple Eliatrope)       | ТОТ                                             | 3 марта 2012 года    |
|             |            |                       |                                 |                                                 |                      |

### Специальный эпизод (2007-2023)
| № в сериале | № эпизода | Русское название        | Оригинальное название                 | Сценарист            | Дата премьеры       |
| --- | --------- | ----------------------- | ------------------------------------- | -------------------- | ------------------- |
| 0.5 | 1         | Голтард-Варвар          | (фр. Goultard le Barbare)             | ТОТ                  | 7 июля 2007 года    |
| Приквел к основному сериалу. Небольшое 11 минутное повествование об учителе Сэдлигроува, Сэре Голтарде, затрагивающее его детство и период жизни до встречи с повелителем демонов Шушу. |           |                         |                                       |                      |                     |
| |           |                         |                                       |                      |                     |
| 26.5 | 2         | Часовщик Ноксимилиан    | (фр. Noximilien l'horloger)           | ТОТ, Эрик Херенгуэль | 5 июня 2010 года    |
| Приквел к основному сериалу. Сюжет повествует о трагическом прошлом главного антагониста первого сезона — Нокса. Действие происходит за двести лет до основных событий сериала и рассказывает о происхождении Нокса и причинах, следствием которых стало его безумие и желание повернуть время вспять. |           |                         |                                       |                      |                     |
| |           |                         |                                       |                      |                     |
| 52.5 | 3         | Легенда об Огресте      | (фр. Ogrest, la légende)              | Оливье Ванилл        | 23 апреля 2011 года |
| Специальный выпуск, представляющий собой рассказ одной из легенд об Огресте, рассказанной приёмным отцом Юго Альбертом. Рассказ затрагивает рождение и самые ранние годы Огра Огреста, его первое приключение и встречу с куклой Датурой. |           |                         |                                       |                      |                     |
| |           |                         |                                       |                      |                     |
| 65.5 | 4         | Оропо: Битва за Элиакуб | (фр. Oropo: Bataille pour l'Eliacube) | Энтони Ру            | 17 ноября 2023 года |
| Оропо и его союзники отправляются на остров Ома, чтобы забрать Элиакуб у Гроугалораграна и его брата Чиби. Бульон, очевидно, первый, кто вызвался встретиться с драконом. К сожалению, бой оборачивается не в его пользу, и Элиотроп убит. После его смерти Оропо решает бежать, но их останавливает Чиби. Битва возобновляется, и настала очередь Чиби и Атона сдаться. В ярости Оропо начинает жестокую конфронтацию с Гроугалораграном. В последней попытке захватить Элиакуб Оропо вызывает взрыв Вакфу. Его дух оказывается в ловушке объекта... Как только спокойствие возвращается, Гругалорагран избавляется от куба, а выжившие члены Братства отступают. Прошло несколько лет, и тело Оропо покоится на вершине башни, а его дух все ещё отсутствует... |           |                         |                                       |                      |                     |

## Братство Тофу (главные персонажи)

### Юго
Главный герой мультсериала. Весьма добродушный и общительный 12-летний мальчик, принадлежащий к древней исчезнувшей расе Элиатропов. Был подброшен энутрофу Альберту драконом Гругалораграном. После того, как в нём пробудились уникальные магические способности, получил послание, которое должно привести его к своей настоящей семье. Всю свою жизнь он жил вместе со своим приёмным отцом, мэром и держателем таверны в деревне Емелька, Альбертом, помогая ему по хозяйству. Будучи не слишком сильным в физическом плане, обладает завидной вёрткостью и ловкостью, а также отличными кулинарными способностями.
Владеет способностью, позволяющей вызывать порталы телепортации, совершая круговые движения руками. Кидая один портал в одно место, а другой в другое, Юго способен перемещать как себя, так и любой предмет, человека или животное между двумя порталами. Однако перемещение любого другого существа, кроме Юго, вызывает у прошедшего через портал тошноту и рвоту.
В процессе основного сюжета обучается и другим способностям: передвижению на огромных скоростях, возможности видеть и чувствовать вакфу и созданию смертоносных энергетических лучей.
Является королём Элиатропов. После попадания в измерение, где находятся другие Элиатропы, оставляет там Элио-куб.
В третьем сезоне, несмотря на то, что Юго уже больше 20, он по-прежнему выглядит как ребёнок. В сериале это объясняют тем, что элиатропы взрослеют гораздо медленнее других рас. Влюблен в Амалию, но пытается сопротивляться чувствам, считая, что его специфическое взросление будет ранить чувства принцессы.

#### Аз
Питомец Юго, маленький тофу. С рождения связан с Юго и следует за ним повсюду. Несмотря на свою трусость и маленький размер, всегда старается помочь Юго и его друзьям. Дракон Гругалорагран наложил на Аза особое заклятие, позволяющее при особых обстоятельствах передавать послания нужным людям, находящимся поблизости.

### Амалия
Принцесса Амалия Шеран Шарм 
Принцесса королевства Садида, также известная как путешествующая принцесса. В этот раз отправиться в путь ей велело видение, пославшее её в запретный лес, где она и встретила Юго, Персидаля и Руэля. Амалии 13 лет, поэтому для её защиты к ней была приставлена телохранитель — лучница кра Евангелина. Будучи садида, Амалия может разговаривать с растениями и управлять некоторыми из них, использовать довольно сильную природную магию; несмотря на её тесную связь с природой и флорой, является ханжой и весьма дерзкой девушкой, любящей дорогую и красивую одежду и шопинг. Однако всегда помогает друзьям в бою, используя для этого призванные ей растения, а также деньгами, в случае, когда это необходимо. Её мать погибла при невыясненных обстоятельствах, отец — король садида, а старший брат — принц Арманд, имеющий неприятный запах изо рта, жёсткие взгляды на мир и высокомерные замашки.
Амалия влюбляется в Юго, однако отношения между ними остаются сложными из-за особенностей расы элиатропов. Юго отталкивает её, поскольку полагает, что срок жизни элиатропов намного больше, чем у остальных рас, а значит, Амалия состарится и умрет на его глазах. Принцесса приходит в отчаяние после того, как слышит разговор Юго и клона Руэля, в котором возлюбленный отзывается о ней весьма нелестно. Она обижается на него и позже чуть не поддаётся на уговоры Оропо.

### Тристепан (Сэдлигроув)
Сэр Персидаль 
В первом сезоне — 16 летний иоп. Друзья, как правило, зовут его Гроуви или иопоголовый. Является Рыцарем ордена стражей Шушу, ввиду чего его постоянным спутником является заточённый в меч демон Рубилакс. Он склонен действовать безрассудно храбро и сломя голову рваться в бой. О его прошлом известно довольно мало, как и о причинах его путешествия до встречи с Юго. Доподлинно известно лишь, что искусству боя его обучал легендарный Иоп — сэр Голтард. Несмотря на свою природную глупость, он множество раз доказывал что является весьма сильным и успешным бойцом, даже не прибегая к помощи своего меча, а порой и вовсе находил решения проблем, до которых не могли додуматься остальные члены братства. Являясь стражем шушу, Персидаль несёт ответственность за то, чтобы Рубилакс не сбежал из меча-тюрьмы. Утратив веру или поддавшись уговорам Рубилакса и прикоснувшись к мечу, становится одержим. В этом состоянии он превращается в огромного серого монстра, обладающего невероятной физической силой. Именно в один из таких моментов он и познакомился с Юго, который не только спас его от демона, но и дал Персидалю новый стимул и цель для путешествия.
Во время событий "В поисках шести Дофусов" оказывается что Персидаль является реинкарнацией бога Иопа, чему в итоге он не был особо рад.
Влюблен в Евангелину, позднее женится на ней и у них рождаются 3 ребёнка. Готов любыми способами защищать её, даже когда это не требуется. В третьем сезоне Рубилакс соглашается спасти его и занимает место его потерянной руки, давая ему способность обращать руку в любой предмет. Взамен он требует свободы, хотя и обрёл бы её в независимости от вмешательства, что подчёркивает его добрую натуру, но так и не получает её в рамках третьего сезона.
Имя «Сэдлигроув» — вольный перевод оригинального имени персонажа с французского на английский язык. Дружеское прозвище в этом варианте звучит как Гроуви. В оригинале — сэр Тристепан, дружеское прозвище «Панпан».

#### Рубилакс
Демон Шушу, заточенный в мече Персидаля. Его страстью, как и любого шушу, является разрушение. Захватив контроль над каким-либо существом, многократно увеличивает его физическую силу, превращая носителя в монстра. Как правило пребывает в форме кинжала, но может вырасти до размеров длинного меча. Его истинной формой является маленький демон с каменной кожей. Но будучи даже в такой форме, он по-прежнему невероятно силён, а кроме того, каждый нанесённый ему удар увеличивает его размеры и силу. В своей истинной форме, помимо всего прочего, способен создавать довольно многочисленную армию глиняных големов — клонов самого себя.
Несмотря на постоянные пререкания с Персидалем, на самом деле в глубине души сильно привязан к нему, что хорошо проявляется в финале первого и начале второго сезона: Рубилакс спасает жизнь Гроуви, переселившись в его тело и поместив душу в меч. Впоследствии полностью переходит на сторону добра и перестаёт представлять угрозу для главных героев, хоть и обижается, когда его называют «добрячком» .

### Евангелина

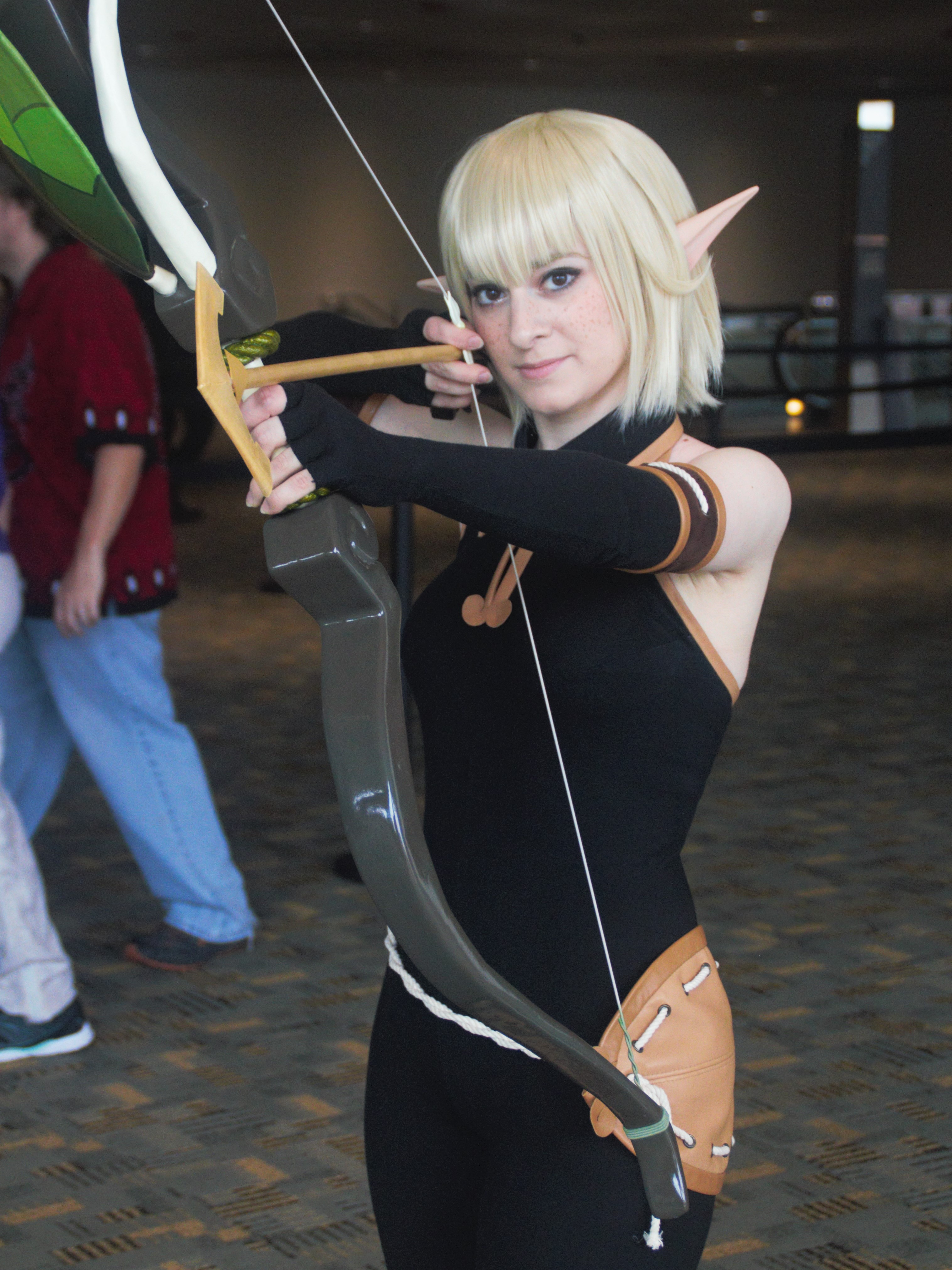
Косплей персонажа Евангелина

Телохранительница принцессы Амалии, весьма одарённая 17-летняя кра (на первый сезон). Имеет весьма сдержанный и уверенный характер, и сначала ведёт себя очень официально, как с принцессой Амалией, так и с остальными главными героями, но Евангелина всё больше проникается к ним симпатией и дружескими отношениями. Ева очень красива, что привлекает внимание Сэдлигроува, который постоянно флиртует с ней и пытается поцеловать. Та, в свою очередь, сначала не отвечает взаимностью, дразня его иопоголовым и всячески избегая, но постепенно влюбляется в него. Про её прошлое и семью известно довольно мало, единственным фигурировавшим в сериале родственником была её родная сестра Клеофина, имеющая бунтарский нрав и схожую с Евангелин внешность, которая дезертировала из армии кра в поисках приключений.
Главным оружием Евы является лук, который имеет сакральное значение для любого кра. Стрельба из лука ведётся магическими стрелами, которые появляются при натяжении тетивы, таким образом отпадает необходимость в колчане. Всего имеется несколько типов стрел, каждый из которых обладает определёнными магическими свойствами, позволяющими замораживать, взрывать, самонаводиться на врага, а также иногда используются стрелы возвращения. Навыки стрельбы Евангелины весьма высоки даже для кра, о чём не раз упоминалось в ходе повествования. Также у Евангелин есть способность видеть на очень дальние расстояния, которая редко была показана в первых двух сезонах, однако потом часто используется ей.
В дальнейшем у неё и Персидаля появляются дети: кра Флопин и иопка Элили. В третьем сезоне Ева рожает ещё одного сына, на этот раз иопа. Даже в младенчестве малыш обладает невероятной силой и во время родов чуть не разрушает башню Оропо, в которой были по сюжету заточены беременная им Евангелин и Флопин. Также ребёнок, ещё находясь в утробе матери, без какого-либо ущерба растворяет ядовитый шип Токсин, которым она пыталась убить Еву.

### Дети Тристепана и Евангелины

#### Элили
Иопка. Дочь Тристепана и Евангелины. По характеру она диковатая, непредсказуемая и больше пошла в отца, но при этом довольно смышлёная. Вместе со своим братом помогает вызволить своих родителей и остальных членов братства из западни графа Харибурга, для чего сливается с Рубилаксом. При этом действия сестры и брата произвели неизгладимое впечатление на своих родителей. В третьем сезоне она становится одной из целей Братства Забытых, которые хотят заменить ей бога Иопа (поскольку её отец является его воплощением), но ей удаётся не только сбежать, но и победить преследовавшего её члена братства Пу. В дальнейшем помогает Братству Тофу в походе на башню Оропо.

#### Флопин
Кра. Старший сын Тристепан и Евангелины. По характеру он спокойный, хладнокровный и больше пошёл в мать, но иногда может быть весьма дерзким и импульсивным. Очень начитанный и хорошо управляется как с собственным запястным арбалетом, так и с луком своей матери, что было показано когда он со своей сестрой вызволял своих родителей из западни графа Харибурга. В третьем сезоне он становится одной из целей Братства Забытых, которые хотят заменить им богиню Кра, и в итоге со своей матерью был похищен и заточён в башне Оропо. В дальнейшем им удаётся бежать и победить жаждущую их убить Токсин, после чего воссоединяются с другими членами Братства Тофу.

#### Пин
Иоп. Младший сын Тристепана и Евангелины. 

### Руэль
Руэль Струд 
Старый энутроф, являющийся лучшим другом приёмного отца Юго Альберта. В своё время оба они путешествовали и сражались вместе, будучи охотниками за сокровищами и наёмниками. Являясь любителем авантюр и путешествий, Руэль отправился вместе с Юго, чтобы помочь ему отыскать семью. Главной его особенностью является запредельная даже для энутрофов жадность и скупость, которая много раз спасала и втягивала его и друзей в неприятности. Из-за своего нежелания тратить деньги, всегда ходит в старом тряпье, а все необходимые вещи по возможности занимает в долг. Его страсть к накоплению поистине феноменальна, иногда даже одного упоминания о камах хватает, чтобы он очнулся от обморока или сломя голову понёсся в бой, невзирая на силы и размеры противника. Однако, несмотря на жадность, Руэль всегда остаётся верен своим друзьям и оказывает им посильную помощь в бою. Его боевые способности весьма впечатляют — много лет работая наёмником, он приобрёл немало опыта во владении своим особым оружием — боевой лопатой. Данное оружие является очень важным предметом и, помимо прямого назначения, используется как ключ ко многим замкам и устройствам, находящимся в доме у Руэля. Также он использует свою лопату как средство для переноски своей примечательной сумки-убежища: маленькая снаружи и очень вместительная внутри, она позволяет не только хранить в ней вещи, но и использовать её как дом или место для ночлега.
Руэль в молодости был женат на энутрофетке Арпагон. История любви оказалась трагической. Руэль не смог преодолеть своей меркантильности и предложил Арпагон на время расстаться, поскольку совместная жизнь оказалась слишком разорительной для него. Общение супругов сводится к встречам раз в год в одной из таверн, причем за суп они платят по очереди. В одну из таких встреч Арпагон заявляет, что не может жить без Руэля и предлагает ему свою Фортуну Энутрофа — драгоценность, которая дарит этой расе успех в накопительстве. Руэль не готов на столь серьёзный шаг и просто сбегает. Через много лет они встречаются снова — Арпагон заключила сделку с магом Оропо, чтобы вернуть себе мужа.

#### Малышок
Маленький форрор, привязавшийся к Руэлю и всюду следующий за ним. Первоначально Руэль не хотел, чтобы Малышок был его спутником, так как предыдущий его питомец погиб, что очень огорчило Руэля. Однако впоследствии Руэль всё-таки сдружился с ним — после того, как Малышок помог ему бежать из тюрьмы. Почти всё свободное время Руэль тратит на то, чтобы обучить форрора поиску золотых жил и кам.
К тому же, хозяин форрора может «соединяться» с питомцем, тем самым получая высокую ловкость и силу. Такие моменты были изображены во втором сезоне и трилогии «В поисках шести Дофусов».

## Второстепенные персонажи

### Друзья и союзники

#### Альберт
Энутроф. Приёмный отец Юго, который был ему подброшен драконом Гругалораграном. Является мэром, держателем гостиницы и таверны в деревне Емелька. Присутствовал на свадьбе Персидаля и Евангелины.

#### Король Окхарт Шеран Шарм
Отец Амалии и король садидов. Несмотря на свой статус, он является весёлым, добросердечным и общительным, да и к тому же совершенно не знающий формальностей (он постоянно спрашивает почему Ева ему кланяется). В первом сезоне временно покинул свой пост, отправившись к Древу Жизни в надежде исцелить его. Однако после того как Амалия поведала ему о планах Нокса, он возвращает себе трон. В дальнейшем обручает Персидаля и Евангелину. В третьем сезоне оказывается что король тяжело болен и ожидает скорой смерти.

#### Принц Арманд Шеран Шарм
Действующий правитель садидов в отсутствии короля. Он высокомерен и всегда уверен в собственной правоте, поэтому когда Амалия пришла предупредить его о планах Нокса, он просто её проигнорировал, посчитав что это всего-лишь плод её воображения. Имеет неприятный запах изо рта, а также он невысокого мнения о иопах. Помимо всего прочего был влюблён (односторонне) в Евангелину, что заставляло Гроуви ревновать. Однако несмотря на обилие минусов, он искренне заботится о своей сестре. В третьем сезоне вновь является действующим правителем и женат на принцессе озамодас, он критикует Амалию за то, что она не уделяет должного внимания политике и старается поскорее выдать её замуж.

#### Кукла садида
У каждого садида существует своя кукла-голем, магическим образом связанная со своим хозяином и являющаяся его придатком. Кукла имеет небольшой размер и обладает рядом магических способностей, среди которых возможность многократно увеличивать свой размер, кроме того, её крайне сложно уничтожить, что позволяет использовать куклу для обнаружения ловушек, в качестве пушечного мяса и щита. В случае, если хозяина одолевает горячка и/или бред, кукла также начинает бредить и может причинить вред всем людям, находящимся неподалёку от хозяина.

#### Клеофина
Сестра Евангелины. По характеру пацанка и настоящая бунтарка, из-за чего быстро сдружается с Персидалем. Её оружие - запястный арбалет, но так же она весьма хороша в рукопашной (по словам Персидаля, "если надо подраться, она даст фору любому иопу"). Присутствовала на свадьбе Персидаля и Евангелины, является тётей Элили и Флопина.

#### Голтард
Иоп. Считавшийся мёртвым учитель Персидаля, а также его сын (бога иопа, коим является тристепан). Его сила и боевые навыки поражают воображение: ему ничего не стоит одним ударом уничтожить одержимое шушу существо, что в принципе он и демонстрирует чуть ли не сразу после своего появления на примере Рубилакса и он является чуть ли не единственным кого Рубилакс, как было показано, боится. По характеру Голтард довольно весёлая личность, но в то же время он нетипично для иопа мудр.

#### Груфон
Низший демон Шушу, предметом-тюрьмой которого является подробная географическая карта мира. Был безвозмездно получен от торговца Каброка. В начале Груфон показывал главным героям дорогу только при условии, что его похвалят, но даже в этом случае врал, не всегда указывая надлежащее направление. Однако позже Юго предложил ему стать его стражем Шушу, Груфон согласился и с тех пор был более приятным в общении и точным в указании верной дороги. Страдает арахнофобией.

### Антагонисты

#### Нокс (Ноксимильен)
Главный злодей первого сезона. Сошедший с ума из-за элиакуба кселор, одержимый поглощением энергии Вакфу. Нокс умён, хитёр и расчётлив, готов идти абсолютно на любые жертвы (даже если цена - жизнь целой расы) ради своей цели - с помощью элиакуба и энергии Вакфу он жаждет повернуть время вспять, чтобы вернуть свою семью, которую давным-давно потерял по своей вине.

#### Килби
Главный злодей второго сезона. Старый и безумный элиатроп, которого случайно освободил из заточения Юго. По началу притворяется союзником и использует свои знания о расе элиатропов чтобы манипулировать Юго. Его истинный план - украсть Элиакуб и полностью осушить Вакфу планеты, а затем использовать её чтобы заправить свой корабль и отправиться бороздить крозмос со своими братьями и сёстрами.
В отличие от своих собратьев, он и его сестра-дракон Шинономе, не теряют память после каждого перерождения, что в итоге и свело Килби с ума.

#### Адамай
Юный дракон бело-голубой расцветки. Является братом Юго (они вылупились из одного яйца-дофуса), способен менять обличье, также как и все драконы имеет большую физическую силу прочность и травмоустойчивость, может принимать «гипер форму» становясь больше и сильнее со 2 сезона. В отличие от Юго, воспитывался Груголарограном на острове Ома. Присоединяется к главным героям в середине первого сезона и в дальнейшем помогает им в битве с Ноксом и других приключениях. Во 2 сезоне вместе с Юго с помощью Элиакуба случайно освобождает Килби и способствует вылуплению Груголораграна и его брата элиатропа Чиби(Шилби).
В третьем сезоне Адамай становится взрослым антропоморфным драконом, обладающим невероятной силой, которую придают ему шесть дофусов, заключенные в его теле. Из-за козней Оропо в начале сезона крайне враждебен к бывшим членам братства Тофу и фактически убивает Гроуви, сбросив его на дно пропасти (иопа воскрешает демон Рубилакс в обмен на свою свободу). Позднее понимает, что его использовали и переходит на сторону бывших товарищей. Неизвестно, принял ли он свой прежний облик.

#### Шушу
Демоны обитающие в измерении, напоминающем пылающую преисподнюю. Они могут вселяться в людей и неодушевлённые предметы, увеличивая тем самым их мощь.
- Рушу — повелитель всех Шушу, обычно предстаёт в виде огромного огненного демона, хотя его истинная форма - аморфное существо ростом с человека. Будучи королём является самым сильным и опасным из всех Шушу. Как и любой Шушу, он жаждет лишь хаоса и разрушений, поэтому он стремится ворваться в Мир Двенадцати только потому, что в его родном мире уже нечего разрушать.
- Анатар — военачальник армии Рушу, похожий на демона с головой шакала. Обладает способностью копировать магические силы своих противников через физический контакт.
- Амбаж — Заточённая в кольцо шушу-вампир, способная похищать тени своих жертв, тем самым превращая их в зомбиподобных слуг.

#### Братство Забытых
Секретная гильдия, все члены которой полубоги или дети драконов, таким образом, они в некотором роде бессмертны. Их заявленная цель - заменить своих родителей и стать новыми богами Мира Двенадцати, веря, что боги не заботятся о мире и его обитателях и в итоге мир ужасно развратился под их властью.
- Оропо — лидер Братства Забытых и главный злодей третьего сезона.
- Леди Эхо — Ближайшая соратница Оропо. Полубогиня, призванная заменить свою мать Энирипсу.
- Сифо — дитя дракона, выполняющий роль шпиона, благодаря своей способности менять облик.
- Граф Харибург — Полубог, призванный заменить своего отца Кселора. Во время событий "В поисках шести Дофусов" он должен был жениться на Амалии по расчёту, однако этому не суждено было случиться, поскольку она узнаёт, что для отопления своего города, Граф сжигает деревья в огромном количестве. В итоге за свой провал он был заключен в ледяной темнице в башне Оропо до тех пор, пока его время не придёт.
- Пу — Полубог, призванный заменить свою мать Пандаву. Из за телосложения и размеров кажется медлительным и неуклюжим, хотя на самом деле всё с точностью наоборот. Вместе с Адамаем нападает на дом Перседаля и его семьи, в ходе чего беременная Евангелина и её сын Флопин были похищены Адамаем, а Гроуви чуть не погиб. Следующей задачей Пу была поимка сбежавшей Элили, однако терпит сокрушительное поражение в схватке с ней.
- Токсин — Женщина-убийца из расы срамов и тоже является полубогом. Хитрая и вероломная, она в итоге предаёт Братство Забытых, чтобы убить Еву и Флопина ради развлечения, однако терпит поражение в схватке с ними.
- Коклин (в русском и английском дубляже — Мишель) — Полубогиня, призванная заменить своего отца Озамодаса.
- Тёмный Влад — Тёмное "Я" Голтарда, которое было хитростью пробуждено Адамаем. В башне Оропо ему был отведён зал бога Иопа, но при этом он не является претендентом на его замену, постольку братство на это место выбрало Элили. Таким образом он является скорее испытанием на пути героев и после победы над ним Голтарду вновь возвращается рассудок и прежний облик.
- Чёрный Бамп — Полубог, призванный заменить свою мать Фека. Внешним видом напоминает рыцаря, однако имеет очень своеобразное увлечение: он — коллекционер, а объектом коллекционирования является нижнее бельё.
- Арпагоне — Единственная из Братства Забытых, кто не является полубогом. Вместо этого она является женой Руэля, от который тот некогда сбежал. Присоединившись к Братству она стремится вернуть Руэля и сделать его заменой богу Энутрофу.
- Датура — Полубогиня-кукла, призванная заменить своего отца Садида.
- Кали — Полубогиня, призванная заменить свою мать Сакриер.

#### Ремингтон Смисс
Ремингтон Смисс (в русском дубляже Ремингтон Смит) — отъявленный разбойник и коллекционер шушу, является первым злодеем появившимся во 2-м  сезоне. Ремингтон хитёр, подл и готов победить используя любые средства и уловки, какими бы бесчестными они не казались. Особенно его не терпит Евангелина (что в принципе взаимно).
- Грэни Смисс — говорящий кот и, по словам обоих, брат Ремингтона (что Руэль находит очень странным). Он не менее хитёр и подл чем его брат, но когда грозит опасность Грэни предпочитает прятаться за спиной Ремингтона. Однако несмотря на свои далеко не самые примерные характеры, оба "брата" очень привязаны друг к другу.

## Мир Вакфу

### Вакфу
Слово вакфу было придумано искусственно и означает нечто вроде жизненной силы, имеющей родство с такими понятиями как прана, мана, энергия ци и так далее. У каждого предмета, дерева или существа есть своё вакфу. Ничто в мире не может существовать без этой энергии. Чем больше вакфу имеет то или иное существо, тем оно сильнее как в физическом, так и духовном планах. Применение магии и некоторых способностей снижает запас вакфу — в случае его полной утраты по тем или иным причинам, следует смерть или состояние близкое к коме.

### Предыстория
Задолго до главных событий, описанных в мультсериале, в Мире Двенадцати произошла ужасная катастрофа «Хаос Огреста» — наводнение, вызванное слезами огра Огреста и уничтожившее треть всех земель и населения планеты.
Виной этой катастрофы послужил Огрест — огр, рождённый в результате неудачного эксперимента с Огрином. Огрест был одинок, и единственный кто был ему близок — его создатель алхимик Отомай. Слёзы Огреста обладали удивительным свойством — всего одна слеза была способна вызвать огромный поток воды. Однажды он увидел куклу бога Садиды, полностью похожую на обычную девушку, — Датуру. Именно её Отомай пытался оживить, восстановив её огриновое сердце. Огрест влюбился в Датуру с первого взгляда и начал искать Огрины на каждом уголке острова. Так началось его путешествие, в результате которого ему всё-таки удалось возродить Датуру, которая его «полюбила». Прошло время, ради своей возлюбленной он был готов на любые подвиги и лишения, что совершенно не волновало Датуру, ведь она не испытывала к нему тех же чувств. Но вскоре Датура решила воспользоваться великаном — она попросила Огреста достать ей шесть Дофусов — магических артефактов, дававших своим хозяевам невероятную магическую силу и способности. Собрав их и вернувшись к Датуре, Огрест понял, что она использовала его для того, чтобы получить неимоверную власть. Впав в ярость Огрест поглотил все шесть дофусов, став огромным великаном и сбросил Датуру в огромнейшую пропасть, но поняв, что он натворил, Огрест взобрался на вершину горы Зинит, где стал плакать от своей беспомощности и одиночества. Впав в забытье, он проплакал сотни лет, а его слёзы затопили треть мира. Так и произошёл «Хаос Огреста».

### Устройство мира

#### Города
После «Хаоса Огреста» осталось не так много больших городов. В настоящее время наиболее крупными и густонаселенными являются города Бонта и Бракмар, являющиеся давними врагами. Если Бонта являет собой образцовый и добропорядочный город с чётким следованием законам и толерантности, то Бракмар является его полной противоположностью. Раскинутый на берегах лавового озера, Бракмар стал пристанищем для отпетых воров, взяточников и убийц, в этом городе всё решают деньги и их количество. Оба этих города имеют свои стадионы по игре в буффбол, популярной в мире вакфу игре, почти полностью копирующей правила американского футбола.
Помимо этих мегаполисов, существуют города поменьше, но не играющие особой роли в мировом масштабе. Так, каждая раса имеет свою столицу, не обязательно являющуюся крупным населённым пунктом. В основном, раскиданные по миру города не являются большими, а большинство населения живёт в сельской местности, лесах и маленьких деревушках.

#### Валюта
Общепризнанной валютой мира вакфу является кама. Кама представляет собой золотую монету с расположенной посередине перечёркнутой буквой «К». Все расы и все города используют эту валюту для торговли. Камы имеют сакральное значение для энутрофов — одной из рас Мира Двенадцати: будучи весьма жадными до денег, они стараются накопить побольше кам в целях собственного обогащения. Помимо использования кам, также повсеместно распространён бартер, позволяющий выменивать интересующий товар как на другую вещь, так и на оказание каких-либо услуг или выполнения заданий.

#### Перемещение
Для того, чтобы переместиться из одной местности в другую, затратив минимум времени, в мире Вакфу используют специальные порталы, именуемые Врата Заап. Каждый из порталов может вести лишь к одному другому порталу, таким образом, врата Заап предоставляют своеобразные коридоры, связывающие две удаленные друг от друга местности. Как правило, врата выглядят как сплетённые между собой деревья или сделанные из камня порталы круглой или эллипсоидной формы. Для того, чтобы активировать и воспользоваться вратами Заап, требуется специальный предмет, представляющий собой небольшой фиал в виде капли с синим веществом внутри. Так же для телепортации используются камы. Также возможно перемещение с помощью дорогих телепортационных зелий.

### Расы
Мир Вакфу населяет огромное количество разнообразных магических существ, ведущих как миролюбивый, так и воинствующий образ жизни. Вот некоторые из них :

#### Хуппермаги
Хуппермаги — это мастера элементов. Кроме четырёх стихийных элементов, они используют заклятия света. Большинство хуппермагов обучаются и живут на каменном острове, который парит над городом Аструб. Вместо вакфу, хуппермаги используют энергию «Квантового бриза». Впервые появились в фильме Dofus Book 1: Julith. Женщины хуппермаги носят мышиные ушки и имеют довольно большие носы, в то время как мужчины делают прически с длинными волосами.
Оружия при себе не носят, но могут созидать его из света. Известные представители расы: Джоаш, Джулит и Баккара.

#### Сакриеры
Сакриеры — это воинствующие берсеркеры, любящие хорошую драку и достойных соперников. Их отличают задиристый нрав, желание стоять до конца во что бы то ни стало и никогда не отступать. Особой приметой сакриеров являются тёмные татуировки. Они могут покрывать как половину тела сакриера, так и присутствовать лишь на руках. Особенность этой расы — магия крови, с помощью которой сакриеры могут излечивать физические повреждения. Магия крови также позволяет творить некоторые заклинания, например призыв меча.
Своим видом напоминают людей с длинными заострёнными ушами и большими круглыми глазами. В сериале сакриером является Крисс ля Красс — капитан сборной Города Бракмар. Участвовал в матчах по буффболу в городе Бонта.

#### Иопы
Иопы известны как мужественные рыцари. Верные своему богу Иопу, они являются энергичными воинами и грозными защитниками. Иопами был создан орден стражей Шушу, особых рыцарей, отличительной особенностью которых является то, что для боя они используют оружие с заточёнными внутри демонами, именуемыми Шу-шу, благодаря чему их оружие может не только менять форму и усиливать свои боевые качества, но и говорить. Ко всему прочему, иопы считаются самой глупой, честной и прямолинейной расой.
Своим видом напоминают людей без носа, с заострёнными длинными ушами, огромными глазами и пышными рыжими, реже цвета соломы, волосами. Также все Иопы имеют серые глаза без зрачков. В сериале иопами являются Персидаль, Голтард, и Вагнар, а также дочь Евы и Гроуви — Элили. В фильме «Дофус – Книга 1: Джулит» иопом является один из главных героев — буфболист Хан Каркасс.

#### Кра
Девиз этой расы — «Гордость и точность» и это неспроста. Кра известны тем, что являются лучшими в мире лучниками и бойцами на дальней дистанции.
Так же, как и раса садида, кра имеют тесное единение с природой и не терпят нарушения природного баланса.
В сериале кра являются Евангелина и Клеофина, а также сын Евы и Гроуви — Флопин.
Если прочитать слово «кра» задом наперед, то получится французское слово «arc» в переводе означающее «лук» (стрелковое оружие).

#### Энирипсы
Главной особенностью этой расы является способность к врачеванию, травничеству и алхимии. «Энирипса» задом наперёд на французском «Аспирин». Будучи прекрасными целителями и врачами, они обладают выдающимися познаниями в области лечения отравлений и проклятий, при этом выделяясь весьма кротким и рассудительным нравом.
Своим видом напоминают людей с крыльями за спиной. 
В сериале энирипсами является целительница Наусея и леди Эхо.

#### Пандавы
Пандавы не любят прибегать к помощи оружия для решения своих проблем, для этого они используют кулаки. Их весёлый нрав и постоянная склонность к выпивке сделала их настоящими пьяными мастерами рукопашного боя. Считаются самой невоспитанной и неряшливой расой.
Своим видом напоминают панд.
В сериале пандаваном является Пандиего де ля Вега.

#### Энутрофы
Прирождённые скупердяи, охотники за сокровищами и головами. Они всегда там, где можно заработать, их скупость, жадность и расчётливость вошли во множество поговорок и легенд. Всякий энутроф стремится быть богаче всех на свете и не побрезгует ничем, чтобы добиться поставленной цели. Особым оружием энутрофа является боевая лопата, которая неотъемлемо связана со своим хозяином.
Своим видом напоминают людей, к зрелому возрасту, как правило, отпускают бороду и/или усы.
В сериале энутрофами являются Руэль, Альберт, Арпагон, Нана и Мумун.
Если прочитать слово «энутроф» задом наперед, то получится слово «Fortune», то есть богатство.

#### Садиды
Раса, связанная с природой самым тесным образом. Эти полулюди-полудеревья способны управлять флорой в своих целях. Большие приверженцы баланса и гармонии в мире, садида черпают свою силу из древа жизни, являющегося, помимо всего прочего, хранилищем душ всех садида. Садида издавна являются главными союзниками кра.
Интересный факт: Если прочитать «Садида» задом наперёд, получится «Адидас». Неизвестно, как этот народ связан с популярной фирмой, но полное название народа — «Обувь Садида»
Своим видом напоминают полулюдей-полудеревьев, причём мужчины больше похожи на деревья, чем женщины. Почти всегда ходят босиком
В сериале садида является Сибонак, принцесса Амалия и её семья.

#### Феки
Утончённые представители расы Фека специализируются на искусстве защитной магии, благодаря которой «хаос Огреста» почти не навредил их городам и жителям. Будучи самоотверженными защитниками и сторонниками баланса, они не потерпят, когда сильный обижает слабого.
Своим видом напоминают людей с синими волосами.
В сериале фека является Отомай и полубог Чёрный Бамп.

#### Срамы
Скрытные, быстрые и смертоносные — вот точное описание срамов. Все срамы прирождённые убийцы, наёмники и охотники за головами, любимым оружием которых являются коса и кинжал. Их отличает хитрый и расчётливый нрав, а также весьма вызывающий и жутковатый внешний вид.
Своим видом напоминают людей, одетых в маски и костюмы скелетов, причём мужчины больше похожи на скелетов, чем женщины. 
В сериале срамами являются Мод — тренер Криса ля Красса по буффболу и Токсин — соратница мага Оропо.

#### Экофлипы
Солдаты удачи экафлипы питают живой интерес к разного рода авантюрам, приключениям, пари и азартным играм. Однако, в отличие от прагматичных энутрофов, экафлипами движут не столько деньги и жажда наживы, сколько чистый азарт и интерес. Ввиду такого особого склада характера, большинство экафлипов являются держателями таверн, казино и торговых лавок. Также многие из них являются пиратами и разбойниками.
Своим видом напоминают антропоморфных котов.
В сериале экафлипами являются жена торговца Каброка-Миранда, пират Фелинор, Керуб, Эйч и кот-полубог Эш.

#### Кселоры
Загадочная раса магов времени, представителей которой весьма легко разглядеть в толпе, они походят на мумий, надевших футуристичные доспехи. Их основной и неповторимой способностью является управление временем. Их любимое занятие — это изобретательство новых, доселе невиданных механизмов и приборов. Если прочитать название расы наоборот, то получится "Rolex" - знаменитая марка швейцарских часов.
В сериале кселорами являются Нокс, граф Харибург и буфболийский судья Шломо.

#### Озамодас
Друзья всех живых существ, озамодас издавна славятся своей любовью ко всем животным без исключения. Животные, в свою очередь, также привечают и уважают представителей этой расы и подчас даже неприручаемые и дикие монстры становятся покладистыми в руках озамодас.
Своим видом напоминают людей с синей кожей, рогами и длинным тонким хвостом.
В сериале озамодас является торговец Каброк и полубогиня Коклин.

#### Элиатропы
Древнейшая раса мира Двенадцати. Изначально они жили на другой планете, но из-за войны с инопланетной расой роботов (Мехазмы) вынуждены были бежать. Построив космический корабль, элиатропы проделали долгий путь в поисках планеты пригодной для жизни. В ходе своих поисков они наткнулись на мир Двенадцати, в котором и стали жить, восстановив свою цивилизацию. Однако, выяснилось, что их преследовал один из мехазмов, Аргонакс. Совместными усилиями элиатропы одержали победу, но при этом все взрослые представители данной расы были практически полностью уничтожены, а дети перемещены в измерение без времени.
Внешним видом элиатропы очень похожи на людей. На голове у них небольшие ярко-голубые крылья. Также все элиатропы носят шапки с ушами, которые позволяют им свои крылья успешно скрывать. Эти шапки они предпочитают не снимать.
Если прочитать «элиатроп» задом наперёд, получится французское слово «портал».
В сериале элиатропами являются Юго, Килби и Чиби.

#### Расы монстров
Драконы. Одна из утраченных рас, представителей которой никто не видел уже сотни лет. Их магическая сила настолько велика, что позволяет драконам не только летать и испепелять противников своим огненным дыханием, но и использовать мощнейшие заклинания. Драконы также обладают способностью изменять свой внешний вид по собственному желанию. В сериале представителями этой расы являются Адамай, Фаэрис, Гругалорагран, Балтазар и Шинаноме.
Бворки. Внешним видом напоминают крупных орков, то есть имеют зелёную кожу, мускулистое телосложение. Промышляют грабежом и разбоем, имеют некоторый интеллект и хитрость, позволяющую проектировать ловушки, обманки и мошеннические схемы.
Полтеры. Духи Запретного леса, охраняющие его от вторженцев. Обычно они обитают и охотятся только внутри его пределов, однако, в случае, если лесу грозит опасность, они могут атаковать близлежащие селения. Своим видом напоминают ожившие чёрные кляксы, одно касание которой может обратить человека в кустарник.
Минотавры. Раса полулюдей-полубыков, ведущих дикарский образ жизни, как правило, совершающих набеги на небольшие деревни в поисках еды. Их интеллект крайне невысок, на уровне иопов.
Экляксеры. Крохотные и трусливые существа, способные переходить из твердого состояния в жидкое, из-за чего их практически невозможно уничтожить.
Трулли. Огромные тролли. Не отличаются особым умом и проворностью, зато обладают огромной силой. Владеют знаменитой на весь мир «Ярмаркой Труллей».

#### Демоны Шушу
Демоны из мира Шушу, представляющего собой пылающие пустоши, населённые неисчислимыми ордами самых разнообразных тварей. Размеры, формы и силы демонов могут варьироваться, как и их способности. Помимо простой физической силы, Шушу могут обладать специальными уникальными навыками, позволяющими производить различные магические манипуляции от увеличения собственного размера до создания армий зомби из людей. Основной забавой и целью жизни каждого Шушу является уничтожение всего. Поскольку их родной мир Рушу полностью уничтожен, они ищут возможность попасть в иные миры, дабы уничтожить и их тоже.
В мире Вакфу Шушу, как правило, пребывают в заточённом состоянии, которое сдерживает их силу и наделяет предмет, в который они заточены, различными магическими свойствами. В основном, такими предметами-тюрьмами является оружие или предметы гардероба, но бывают и исключения. Верным признаком того, что в предмете сидит демон, является наличие у него глаза и способности говорить и излучать тёмную энергию. Основными пользователями (стражами) заключённых демонов Шушу являются иопские рыцари из ордена стражей Шушу. Во время принятия оружия с шушу внутри, они дают особую клятву.

#### Животные
Наиболее часто встречаются следующие виды животных:
Тофу. Представляют собой маленьких птиц и являются самыми безобидными существами. С их помощью шахтёры определяют наличие ядовитого газа в шахтах.
Буфтоны (Гоббалы). Животное, напоминающее быка и овцу одновременно, повсеместно распространено в мире и используется как источник шерсти и мяса. Именно в честь этих существ и получил своё название буффбол, так как мяч для этой игры похож на буффонса.
Индюдраки. Полудраконы-полуиндюки. Используются повсеместно, как средство передвижения. Существуют как обычные, так и летающие особи, позволяющие перевозить людей по воздуху.
Буйволки. Волки с рогами, размер которых может достигать поистине грандиозных размеров.
Дрхеллеры (Форроры). Лучшие друзья и питомцы энутрофов, ввиду их особой способности находить полезные ископаемые и камы. На передних лапах форроров — мощные длинные когти, предназначенные для копания земли, а бивни на морде служат прекрасным орудием для разбивания твёрдых пород камня. Детёныши форроров своим видом похожи на помесь крота и свиньи. Взрослые особи значительно крупнее и имеют густую белоснежную шерсть. В сериале форрорами являются Малышок, питомец Руэля, и Орифан, питомец Мумун.
Игол. Настоящее имя не известно. Охотничий пёс Нокса. Отличительные черты — выгнутая спина, леопардовая шерсть. Обладает хорошим нюхом. Преследовал Юго и Адамая, когда они искали дофус Груголорограна, но потом подружился с дочкой Хранителя дофуса (Озамодас) из-за сходства с его хозяйкой и перешёл на другую сторону, бросив Нокса.